# ジェフ・マリンズ
ジェフ・マリンズ (Jeff Mullins, 1942年3月18日 - ) はアメリカ合衆国の元バスケットボール選手。1964年東京オリンピックでは金メダルを獲得。アメリカ男子プロバスケットボールリーグNBAではゴールデンステート・ウォリアーズで長年プレイした。ニューヨーク州アストリア出身。

## 生い立ち
ニューヨーク州出身のジェフ・マリンことジェフリー・ヴィンセント・マリンズ・ジュニアはケンタッキー州で育ち、1960年にはノースカロライナ州に移住し、高校はレキシントン高校に進学。バスケットボールでは州のミスター・バスケットボールに選ばれた。
大学はデューク大学に進学し、3シーズンのプレイで平均21.9得点を記録。最終学年の1963-64シーズンにはAP通信選出のオールアメリカ1stチーム、ACC年間最優秀選手に選ばれ、NCAAトーナメントでは同校を初のファイナル4にまで導いた。夏にはアメリカ代表として東京オリンピックに出場し、金メダルを獲得した。
デューク大学はマリンズの背番号『44』を永久欠番とした。また2002年にはACC50周年記念に選出された『ACC偉大な50の選手』に選出された。

## NBAキャリア
1964年のNBAドラフトで全体5位指名を受けてセントルイス・ホークスに入団。マリンズはホークスで2シーズン過ごすが、出場機会はあまり得られず、1966年のエクスパンション・ドラフトによりシカゴ・ブルズに移籍し、さらに新シーズン開幕前にサンフランシスコ・ウォリアーズにトレードされた。

### ウォリアーズ
マリンズは引退までの10シーズンをこのウォリアーズで過ごすことになる。ホークスでは埋もれた存在だったがウォリアーズ移籍後は先発に定着し、移籍1年目の1966-67シーズンには初めて得点アベレージを二桁に乗せ、12.9得点5.0リバウンドを記録。リック・バリー、ネイト・サーモンド擁するウォリアーズはこのシーズンNBAファイナルまで進出したがフィラデルフィア・セブンティシクサーズに敗れた。
このシーズン終了後にバリーがチームを去ったため、バックコートにおけるマリンズの価値は飛躍的に高まり、1967-68シーズンには18.9得点5.7リバウンドを記録し、オールスターにも初出場を果たした。さらに大黒柱のサーモンドも怪我がちになったため、マリンズはウォリアーズを背負う立場となり、1968-69シーズンにはキャリアハイであり、チームでもトップとなる22.8得点を記録した。以後、マリンズは4シーズン連続でアベレージ20得点以上を達成した。
1971-72シーズンにウォリアーズはサンフランシスコからオークランドに移転し、ゴールデンステート・ウォリアーズと改称。バリーの移籍、サーモンドの故障のため成績が停滞していたウォリアーズは、このシーズン久しぶりにサーモンドがシーズンを通してプレイでき、またカジー・ラッセルが加入し、チーム史上初の50勝以上となる51勝31敗を記録。マリンズも21.5得点を記録し、リーディングスコアラーとしてチームを牽引した。
1973-74シーズンにはリック・バリーがウォリアーズが復帰。彼の復帰により31歳となっていたマリンズの成績は徐々に後退し始める。またチームの世代交代も進められ、サーモンドは放出され、バリーに若手のジャマール・ウィルクスらがチームの中核を占めるようになった。マリンズの得点アベレージは1974-75シーズンにはウォリアーズに入団して以来初めて二桁を下回ったが、チームはプレーオフを勝ち抜き、ファイナルに進出。ワシントン・ブレッツを4連勝で破って優勝を果たし、マリンズはNBAキャリア11シーズン目にして初めてチャンピオンリングを手に入れた。
マリンズは1975-76シーズンを最後に現役から引退した。NBA通算成績は12シーズン804試合の出場で、13,017得点3,427リバウンド、平均16.2得点4.3リバウンドだった。

## 引退後
引退後はシボレーのカーディーラーを経て、1985年からノースカロライナ大学シャーロット校のバスケチーム、シャーロット・49ersのコーチとなった。通算174勝122敗の成績を残し、NCAAトーナメントには3回、NITには2回進出した。

## 個人成績
| †    | NBAチャンピオン |
| 太字 | キャリアハイ    |

### レギュラーシーズン
| Season   | Team     | GP  | MPG  | FG%  | FT%  | RPG | APG | SPG | BPG | PPG  |
| -------- | -------- | --- | ---- | ---- | ---- | --- | --- | --- | --- | ---- |
| 1964–65  | STL      | 44  | 11.2 | .416 | .672 | 2.3 | 1.0 | –   | –   | 4.9  |
| 1965–66  | STL      | 44  | 13.3 | .382 | .806 | 1.6 | 1.5 | –   | –   | 5.8  |
| 1966–67  | SFW GSW  | 77  | 23.8 | .458 | .701 | 5.0 | 2.9 | –   | –   | 12.9 |
| 1967–68  | SFW GSW  | 79  | 35.5 | .439 | .794 | 5.7 | 4.4 | –   | –   | 18.9 |
| 1968–69  | SFW GSW  | 78  | 37.4 | .459 | .843 | 5.9 | 4.3 | –   | –   | 22.8 |
| 1969–70  | SFW GSW  | 74  | 38.7 | .460 | .847 | 5.2 | 4.9 | –   | –   | 22.1 |
| 1970–71  | SFW GSW  | 75  | 38.8 | .482 | .844 | 4.5 | 4.4 | –   | –   | 20.8 |
| 1971–72  | SFW GSW  | 80  | 40.2 | .467 | .794 | 5.6 | 5.9 | –   | –   | 21.5 |
| 1972–73  | SFW GSW  | 81  | 37.1 | .493 | .831 | 4.5 | 4.2 | –   | –   | 17.8 |
| 1973–74  | SFW GSW  | 77  | 32.4 | .473 | .875 | 3.6 | 4.0 | .9  | .3  | 16.2 |
| 1974–75† | SFW GSW  | 66  | 17.3 | .455 | .816 | 1.9 | 2.3 | .9  | .2  | 8.2  |
| 1975–76  | SFW GSW  | 29  | 10.7 | .483 | .793 | 1.1 | 1.3 | .5  | .0  | 4.8  |
| Career   | Career   | 804 | 30.6 | .463 | .814 | 4.3 | 3.8 | .8  | .2  | 16.2 |
| All-Star | All-Star | 3   | 14.0 | .550 | –    | 1.7 | 2.0 | –   | –   | 7.3  |

### プレーオフ
| Year   | Team    | GP | MPG  | FG%  | FT%  | RPG | APG | SPG | BPG | PPG  |
| ------ | ------- | -- | ---- | ---- | ---- | --- | --- | --- | --- | ---- |
| 1965   | STL     | 2  | 5.5  | .500 | –    | 3.0 | .5  | –   | –   | 4.0  |
| 1966   | STL     | 4  | 3.3  | .111 | .500 | 1.0 | .0  | –   | –   | .8   |
| 1967   | SFW GSW | 15 | 33.2 | .450 | .797 | 6.1 | 3.9 | –   | –   | 17.7 |
| 1968   | SFW GSW | 10 | 39.0 | .521 | .721 | 4.4 | 4.9 | –   | –   | 25.1 |
| 1969   | SFW GSW | 6  | 30.0 | .406 | .727 | 3.0 | 3.8 | –   | –   | 14.3 |
| 1971   | SFW GSW | 5  | 41.0 | .353 | .880 | 6.4 | 4.8 | –   | –   | 16.4 |
| 1972   | SFW GSW | 5  | 40.6 | .431 | .923 | 4.8 | 5.8 | –   | –   | 14.8 |
| 1973   | SFW GSW | 11 | 37.2 | .429 | .724 | 4.2 | 3.9 | –   | –   | 15.0 |
| 1975†  | SFW GSW | 17 | 18.4 | .488 | .581 | 2.1 | 1.7 | .6  | .1  | 8.1  |
| 1976   | SFW GSW | 8  | 4.1  | .375 | –    | .5  | .4  | .3  | .1  | 1.5  |
| Career | Career  | 83 | 27.2 | .449 | .751 | 3.7 | 3.1 | .5  | .1  | 13.1 |